# インドの風力発電

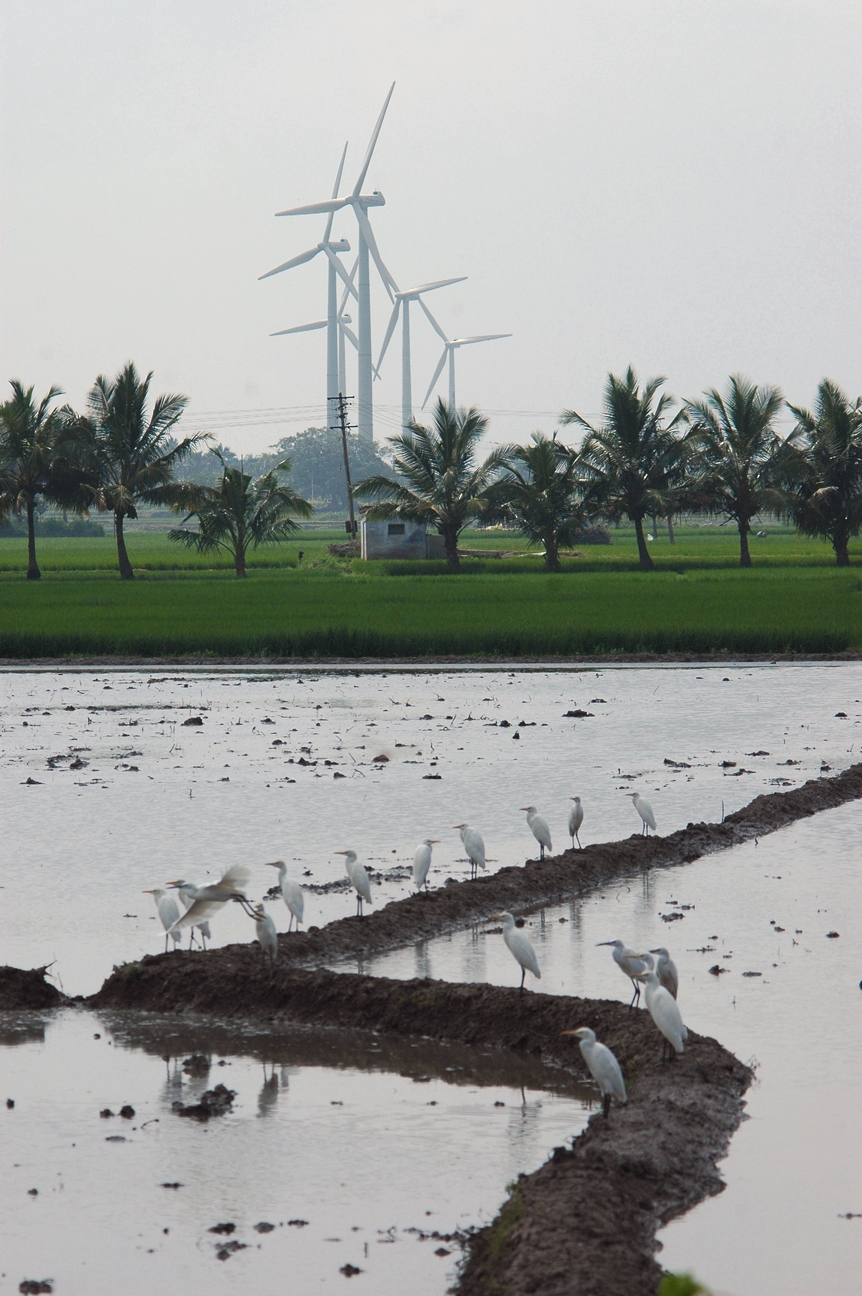
インドの水田にある風力発電所

インドの風力発電容量は近年大幅に増加している。2017年10月末現在、総設備風力容量は32.72GWであり、主に南部、西部、北部の地域に広がっている。 
2015年末までに、インドは世界で4番目に大きな風力発電容量を有していた。
2017年10月の風力プロジェクトの競売において平均風力発電原価はKWhあたり₹2.64 (3.7¢ US)（直接・間接補助金なし）という記録的な低水準に達した。その前は2017年8月にタミル・ナードゥ・ジェネレーション・アンド・ディストリビューション・コーポレーション（TANGEDCO）による競争入札で決まった3.42ルピー/kWhであった。2017年12月、連合政府は発電原価に基づく風力発電の競売に適用可能なガイドラインを発表し、デベロッパーにより良い透明性を与えリスクを最小限に抑えることを発表した。

## 設備容量
下の表は、2007年以降のインドの年度ごとの設備風力発電量、年間風力発電量、1年間での風力発電の成長量を示している。
| 会計年度      | 06-07 | 07-08 | 08-09  | 09-10  | 10-11  | 11-12  | 12-13  | 13-14  | 14-15  | 15-16  | 16-17  |
| ------------- | ----- | ----- | ------ | ------ | ------ | ------ | ------ | ------ | ------ | ------ | ------ |
| 設備容量 (MW) | 7,850 | 9,587 | 10,925 | 13,064 | 16,084 | 18,421 | 20,150 | 22,465 | 23,447 | 26,777 | 32,280 |
| 発電量 (GWh)  |       |       |        |        |        |        |        |        | 28,214 | 28,604 | 46,011 |

## 年表
2015年
東部および北東部には2015年3月現在、グリッド接続された風力発電所はない。
洋上風力発電は行われていない。しかし、2015年に洋上風力の方針が発表され、現在、いくつかの場所でNIWEによって測候所とLIDARが設置されている。2015年にはMNREは風力発電容量の目標を2022年までに6万MWに設定した。
2011-2012年
2011年にニューデリーのTERI大学教授のジャミ・ホサインにより、風力発電施設の潜在力は2,000GW以上であると評価された。
その後、2012年にアメリカのローレンス・バークレー国立研究所（LBNL）の独自の研究により再検証された。
結果、MNREは潜在力を再評価する委員会を設立し、風力エネルギー研究所（NIWE、元C-WET）は、100mハブ高さで評価し、インドの潜在的な風力資源の見積もりを49,130MWから302,000MWへ修正した。120mかそれより高いハブ高さで広く設置されている風力資源はおそらくもっと多く存在している。
1980年代
インドにおける風力発電の開発は1986年に始まり、最初の風力発電所はベスタスの55kW風力タービンを備え、マハーラーシュトラ州（ラトナーギリ）、グジャラート州（オクハ）、タミル・ナードゥ州（ティルネルヴェーリ）に設置された。これらの実証プロジェクトは、新・再生可能エネルギー省（MNRE）により支援された。

## 月別の発電
風力発電は全設備発電容量の約9.87%を占め、2016-17年度では460億1100万kWhとなり総発電量の約3%となっている。2016-17年度の設備利用率は約19.62%（2015-16年度は14%）である。風力発電の70%は5月から9月の5ヶ月間で起き、これは南西モンスーンの期間と一致する。
インドでは、太陽光発電はモンスーンのない時期の昼間に主に発電する、風力発電を補完するものである。
| 月             | 北部     | 西部      | 南部      | 東部 | 北東部 | 計 (GWh)  |
| -------------- | -------- | --------- | --------- | ---- | ------ | --------- |
| April 2016     | 389.22   | 1,247.89  | 594.23    | -    | -      | 2,231.34  |
| May 2016       | 835.44   | 2,325.41  | 971.22    | -    | -      | 4,132.07  |
| June 2016      | 748.81   | 2,626.66  | 2,478.78  | -    | -      | 5,854.25  |
| July 2016      | 885.99   | 2,688.32  | 3,403.20  | -    | -      | 6,977.50  |
| August 2016    | 449.42   | 2,844.68  | 3,524.68  | -    | -      | 6,818.77  |
| September 2016 | 631.81   | 1,690.13  | 3,274.02  | -    | -      | 5,595.97  |
| October 2016   | 339.48   | 730.70    | 2,537.50  | -    | -      | 3,607.68  |
| November 2016  | 155.90   | 571.09    | 1,136.98  | -    | -      | 1,863.98  |
| December 2016  | 201.95   | 824.41    | 753.53    | -    | -      | 1,779.89  |
| January 2017   | 392.79   | 1,004.97  | 910.69    | -    | -      | 2,308.45  |
| February 2017  | 365.66   | 1,047.70  | 1,072.61  | -    | -      | 2,485.97  |
| March 2017     | 365.15   | 1,181.97  | 808.53    | -    | -      | 2,355.65  |
| Total (GWh)    | 5,761.62 | 18,783.93 | 21,465.97 | -    | -      | 46,011.52 |

## 州別の発電量
インドの州全体で風力発電設備が増加している。
| 州                       | 総容量 (MW) |
| ------------------------ | ----------- |
| タミル・ナードゥ         | 7,684.31    |
| マハーラーシュトラ       | 4,664.08    |
| グジャラート             | 4,227.31    |
| ラージャスターン         | 4,123.35    |
| カルナータカ             | 3,082.45    |
| マディヤ・プラデーシュ   | 2,288.60    |
| アーンドラ・プラデーシュ | 1,866.35    |
| テランガーナ             | 98.70       |
| ケーララ                 | 43.50       |
| 他                       | 4.30        |
| 計                       | 28,082.95   |

### タミル・ナードゥ

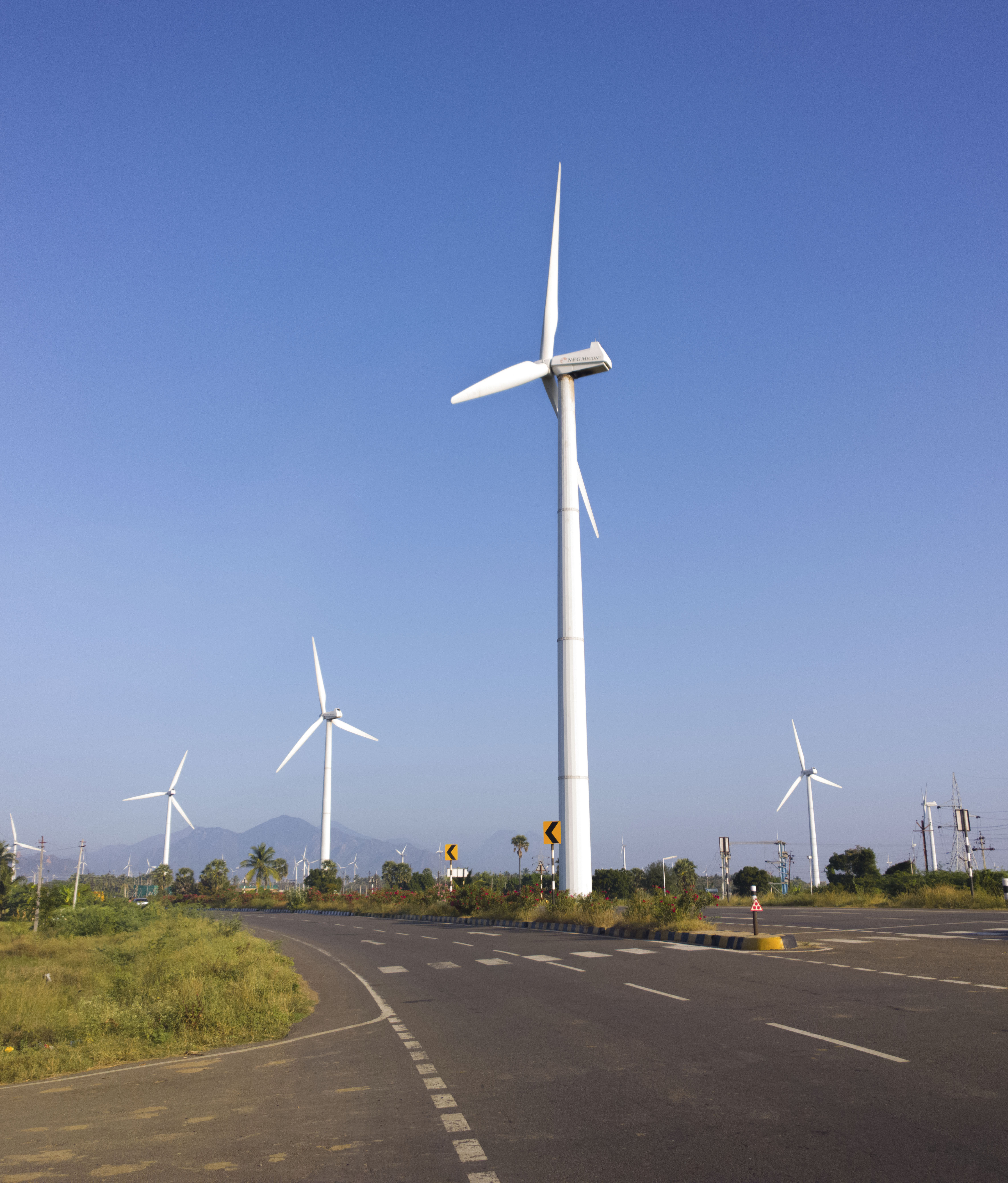
NH44近くのMuppandal風力発電所

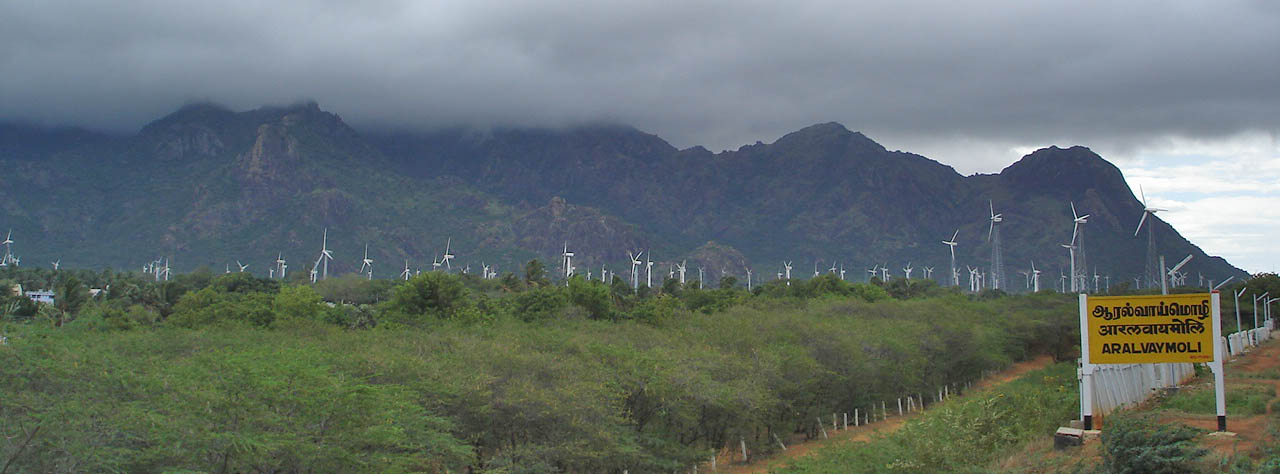
タミル・ナードゥにあるMuppandal風力発電所

タミル・ナードゥの風力発電容量はインド全体の約29%にあたる。
タミル・ナードゥ州政府は、再生可能エネルギーの重要性と必要性を認識し、早くも1985年にタミル・ナードゥ・エナジー・デベロップメント・エージェンシー（TEDA）と呼ばれる登録組合として独立した機関を設立した。
現在、タミル・ナードゥはインドの風力発電のリーダー的存在となっている。
Muppandal風力発電所は総容量1500MWとインド最大の風力発電所である。タミル・ナードゥの総風力容量は7633MWである。
2014-15年度の発電量は9.521GWhで容量利用率は約15%である。

### マハーラーシュトラ
マハーラーシュトラはタミル・ナードゥに次いで風力発電のプロジェクトを導入した州である。2016年3月末現在、設備風力発電容量は4655.25MWである。現時点では、風力発電のプロジェクト開発のための州の機関 "Maharashtra energy Development Agency" に50のデベロッパーが登録されている。Suzlon, Vestas, Gamesa, Regen, Leitner Shriramなどの風力タービンの主要メーカーは全てマハーラーシュトラ州に位置している。

### グジャラート
グジャラート州政府が再生可能エネルギーの利用に力を入れたため、ここ数年で風力発電容量は急増している。公式のデータによると、州の風力発電容量は6年の間に10倍にもなった。ONGC Ltd.はグジャラートの都市ブジに51MWの風力発電所を設置した。2017年のVibrant Gujarat Summitの了解覚書には再生可能エネルギープロジェクトは1兆ルピーもの価値があるとある。

### ラージャスターン

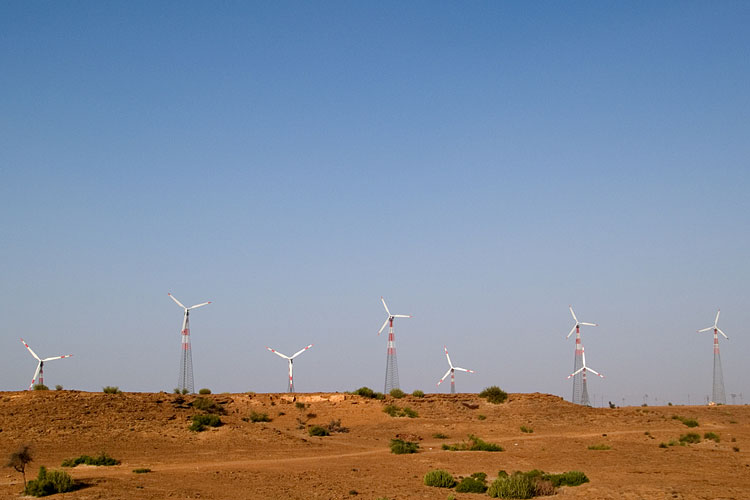
ラージャスターンの風力発電所

2016年3月31日現在、4031.99MWの設備風力容量がある。

### マディヤ・プラデーシュ
In consideration of unique concept, マディヤ・プラデーシュ州政府はMadhya Pradesh Windfarms Ltd. MPWL（Dewas近くのNagda Hillsにあるボパール）に、ボパールのConsolidated Energy Consultants Ltd. CECL助言の下、15MWのプロジェクトをもう1つ認可した。全ての25のWEGは2008年3月31日に委託され、運転に成功している。

### ケーララ
ケーララ州には55MWの風力発電が設置されている。最初の風力発電所は1997年、パーラッカード地区のカンジコードに設置されたものである。
同局は、民間のデベロッパーが風力発電所の設置するための16の場所を特定した。

### オリッサ
オリッサは沿岸にある州であるため、風力エネルギーの可能性が高い。現在の設備容量は2.0MWであるが、1700MWの潜在力を持っている。オリッサ州政府は州の風力発電を押し上げるために積極的に追求している。しかし、石炭を大量に保有しており、現在そして今後も多くの火力発電所を保持している電力の余っている州であるというのを主な原因として、他の州のように進展していない。

### 西ベンガル
西ベンガルの総設備はフレイザーガンジ、サウス24パーガナス地区の2009年12月までで2.1MWであった。ガンガーサガール、カクドウィプ、サウス24パーガナス地区は0.5MW以上（およそ）である。西ベンガル再生可能エネルギー開発局（WBREDA）と西ベンガル政府が所有するプロジェクトが、Utility Powertech Limited (UPL)によりターンキー方式で実行された。

### ジャンムー・カシミール
ジャンムー・カシミール州のラダックのカーギルの支配するギルギットと中国の支配するアクサイチンの地域は風力発電の潜在力のある地域であるが、いまだ開発されていない。ここでは、風速は冬の間に大きくなり、雪解け水により夏の間利用できる水力発電を補完する。他よりも高い高度に位置するヒマラヤの州であるため、風力、太陽光、水力などの再生可能エネルギー資源により満たされる暖房エネルギーの要求は高い。この州はまだグリッド接続された風力発電設備の評価を公開していない。

## プロジェクト

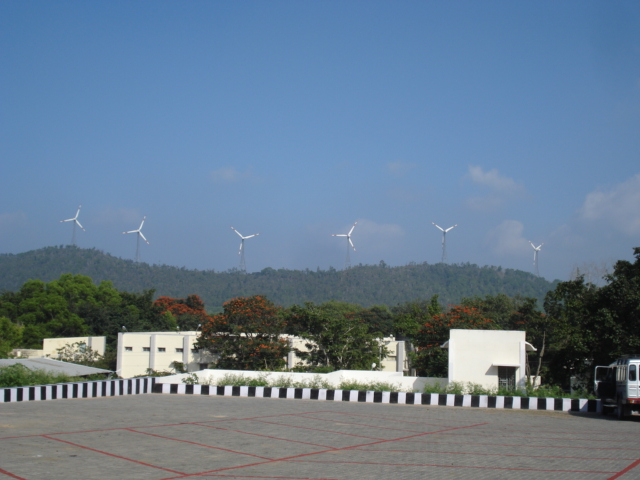
アーンドラ・プラデーシュのティルマラの丘にある風車

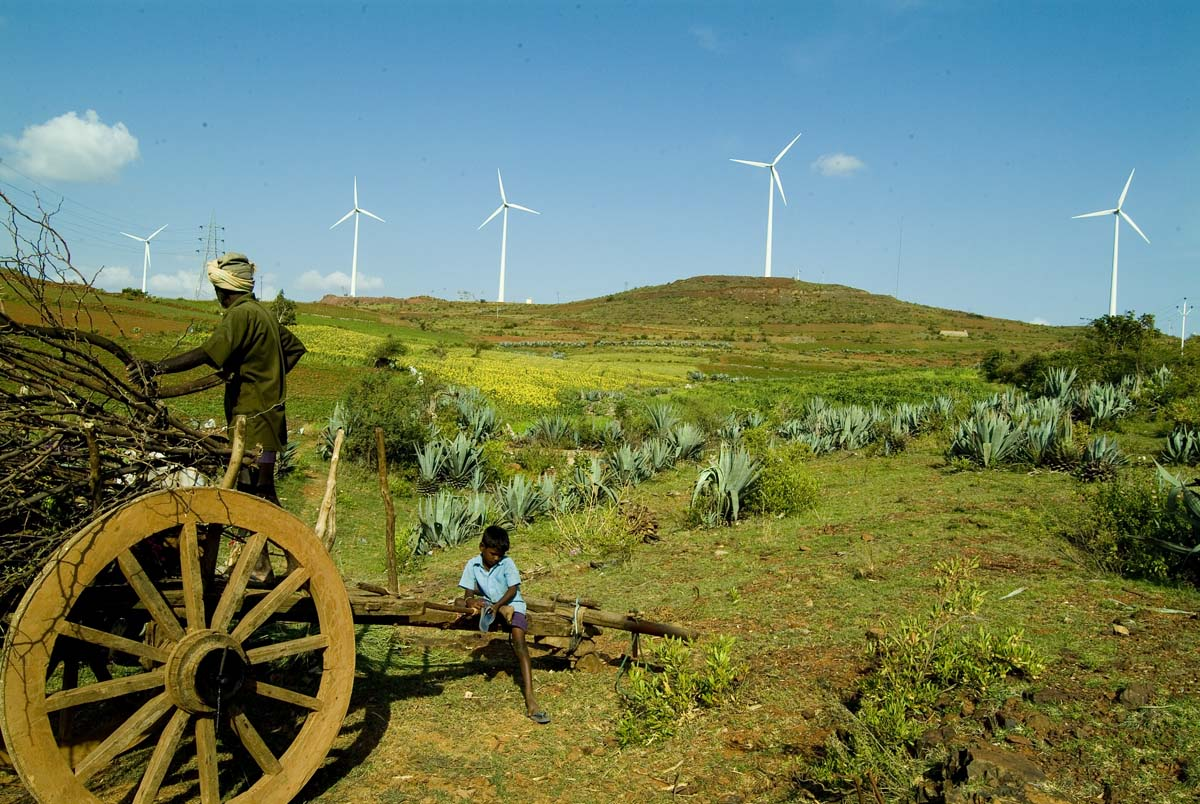
インドの農場にある風力タービン

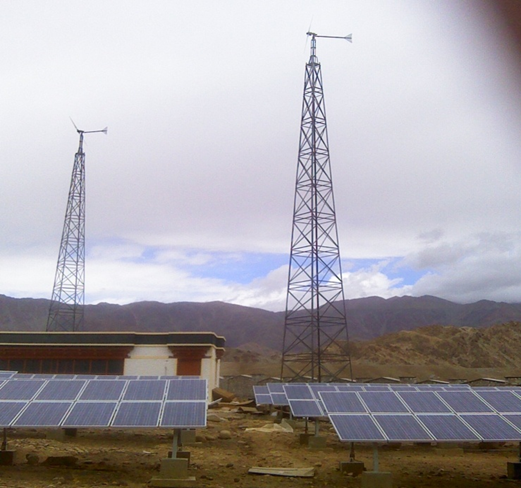
ジャンムー・カシミール州の都市レーにある太陽光発電とのハイブリッドシステム

インドで大きい風力発電設備（10MW以上）
| 順位 | 発電所                             | 生産者                            | 所在地               | 州                       | MWe   |
| ---- | ---------------------------------- | --------------------------------- | -------------------- | ------------------------ | ----- |
| 1    | Muppandal風力発電所                | Muppandal Wind                    | カンニヤークマリ     | タミル・ナードゥ         | 1500  |
| 2    | ジャイサルメール・ウィンド・パーク | スズロン                          | ジャイサルメール     | ラージャスターン         | 1064  |
| 3    | Brahmanvel風力発電所               | Parakh Agro Industries            | ドゥーレー           | マハーラーシュトラ       | 528   |
| 4    | Dhalgaon風力発電所                 | Gadre Marine Exports              | サーングリー         | マハーラーシュトラ       | 278   |
| 5    | Vankusawade Wind Park              | スズロン.                         | サーターラー.        | マハーラーシュトラ       | 259   |
| 6    | Vaspet                             | ReNew Power                       | Vaspet               | マハーラーシュトラ       | 144   |
| 7    | Beluguppa Wind Park                | Orange Renewable                  | Beluguppa            | アーンドラ・プラデーシュ | 100.8 |
| 8    | Mamatkheda Wind Park               | Orange Renewable                  | Mamatkheda           | マディヤ・プラデーシュ   | 100.5 |
| 9    | Anantapur Wind Park                | Orange Renewable                  | Nimbagallu           | アーンドラ・プラデーシュ | 100   |
| 10   | Damanjodi風力発電プラント          | スズロン.                         | Damanjodi            | オリッサ                 | 99    |
| 11   | Jath                               | ReNew Power                       | Jath                 | マハーラーシュトラ       | 84    |
| 12   | Welturi                            | ReNew Power                       | Welturi              | マハーラーシュトラ       | 75    |
| 13   | Acciona Tuppadahalli               | Tuppadahalli Energy India Pvt Ltd | チトラドゥルガ       | カルナータカ             | 56.1  |
| 14   | Dangiri風力発電所                  | Oil India Ltd.                    | ジャイサルメール     | ラジャスタン             | 54    |
| 15   | Bercha Wind Park                   | Orange Renewable                  | ラトラーム           | マディヤ・プラデーシュ   | 50    |
| 16   | コモリン岬                         | Aban Loyd Chiles Offshore Ltd.    | カンニヤークマリ     | タミル・ナードゥ         | 33    |
| 17   | Kayathar Subhash                   | Subhash Ltd.                      | Kayathar             | タミル・ナードゥ         | 30    |
| 18   | Jasdan                             | ReNew Power                       | Jasdan               | グジャラート             | 25.2  |
| 19   | Ramakkalmedu                       | Subhash Ltd.                      | Ramakkalmedu         | ケーララ                 | 25    |
| 20   | Gudimangalam                       | Gudimangalam Wind Farm            | Gudimangalam         | タミル・ナードゥ         | 21    |
| 21   | Shalivahana Wind                   | Shalivahana Green Energy. Ltd.    | Tirupur              | タミル・ナードゥ         | 20.4  |
| 22   | Puthlur RCI                        | Wescare (India) Ltd.              | Puthlur              | アーンドラ・プラデーシュ | 20    |
| 23   | Lamda Danida                       | Danida India Ltd.                 | Lamba                | グジャラート             | 15    |
| 24   | Chennai Mohan                      | Mohan Breweries & Distilleries    | Chennai              | タミル・ナードゥ         | 15    |
| 25   | Shah Gajendragarh                  | MMTCL                             | Gadag                | カルナータカ             | 15    |
| 26   | Jamgudrani MP                      | MP Windfarms Ltd.                 | Dewas                | マディヤ・プラデーシュ   | 14    |
| 27   | Jogmatti BSES                      | BSES Ltd.                         | Chitradurga District | カルナータカ             | 14    |
| 28   | Perungudi Newam                    | Newam Power Company Ltd.          | Perungudi            | タミル・ナードゥ         | 12    |
| 29   | Kethanur風力発電所                 | Kethanur Wind Farm                | Kethanur             | タミル・ナードゥ         | 11    |
| 30   | Shah Gajendragarh                  | Sanjay D. Ghodawat                | Gadag                | カルナータカ             | 10.8  |
| 31   | Hyderabad TSRTC                    | Telangana SRTC                    | Hyderabad            | テランガーナ             | 10    |
| 32   | Muppandal Madras                   | Madras Cements Ltd.               | Muppandal            | タミル・ナードゥ         | 10    |
| 34   | Poolavadi Chettinad                | Chettinad Cement Corp. Ltd.       | Poolavadi            | タミル・ナードゥ         | 10    |

## 洋上風力発電プラント
グジャラート州の海岸に100MWのデモンストレーションプラントを設置することで、洋上風力発電に参入する予定である。2013年、世界風力会議（Global Wind Energy Council、GWEC）率いるコンソーシアム（組織のグループの代わり）はインドの洋上風力発電を開発できる可能性のある地域を特定し、その地域での研究開発を促進するプロジェクトFOWIND（Facilitating Offshore Wind in India）を開始した。コンソーシアムのパートナーには他にも、CSTEP（Centre for Study of Science, Technology and Policy）、DNV GL、GPCL（the Gujarat Power Corporation Limited）、WISE（the World Institute of Sustainable Energy）がいた。このコンソーシアムはGPCLからの共同資金援助の他、2013年には欧州連合の代表団から400万ユーロを授与されている。プロジェクトの活動は2013年12月から2018年3月に実施される予定である。
このプロジェクトはテクノ・コマーシャル分析と予備的な資源評価を通して、開発する潜在力のある地域を特定するために、グジャラート州とタミル・ナードゥ州に焦点を当てている。また、このプロジェクトは欧州連合とインドの関係者の間で洋上風力技術、政策、規制、産業、人材育成に関する構造的協力と知識共有のためのプラットホームを確立する目的もある。FOWINDの活動はまた、インドでの洋上風力に関連する研究開発活動を活性化するプラットフォームの構成を促進するのにも役立つと考えられる。2015年6月16日、グジャラート州とタミル・ナードゥ州の洋上風力発電開発のための最初の予備的な実現可能性評価報告書を発表した。
2015年9月、インドの内閣は国家洋上風力発電政策（the National Offshore Wind Energy Policy）を承認した。これにより、MNREは排他的経済水域（EEZ）内の洋上地域の利用について、Nodal Ministryとして認可されている。